# Karolinška renesansa
Karolinškom renesansom se naziva kulturni uzlet (obrazovanja, pjesništva, pisanja knjiga, graditeljstva) u rano vrijeme dinastije Karolinga, pokrenut na dvoru Karla Velikog. Korištenje pojma renesanse u ovom kontekstu nije općeprihvaćeno jer daje preveliku težinu oživljavanju antike i sekularizaciji načina razmišljanja. Zbog toga se često koriste izrazi kao što je karolinška obnova (lat. renovatio imperii) što preciznije opisuje stvarne težnje toga razdoblja
U vrijeme vladavine Merovinga došlo je do općeg raspada crkvene organizacije, liturgije, kulture pismenosti i graditeljstva. Postoje izviješća o svećenicima koji nisu dovoljno vladali latinskim da korektno izgovore jednostavne molitve. Najkasnije 777. godine Karlo Veliki okuplja na svom dvoru učene ljude iz cijele Europe (opat Alkuin, Pavao Đakon, Teodulf iz Orléansa). To je osiguralo, da je dvorska škola još desetljećima ostala centrom latinskih nauka (teologija, pisanje povijesti, pjesništvo) od koje su kretali poticaji u cijelu Franačku.
U napore i postignuća Dvora za sakupljanje, njegu i širenje obrazovanja koji se bez sumnje mogu nazvati programom reformi, pripadaju:
- osnivanje dvorske biblioteke koja je obuhvaćala sva dostupna djela sakralne i sekularne naravi, dakle djela crkvenih otaca i antičkih autora;
- razvoj novog oblika pisma za pisanje knjiga kao oblik svakodnevnog pisanja, takozvana karolinška minuskula, koji se u izvedenom obliku još i danas koristi;
- sakupljanje i kopiranje kako jednostavnim pismom pisanih tekstova npr. klasika na latinskom kao i ilustriranih i bogato opremljenih liturgijskih knjiga, često naslonjenih na kasnoantičku rimsku i bizantsku tradiciju;
- kraljevske upute i naredbe (usporedivo sa zakonima u današnjem smislu) kojima se crkvama i samostanima u carstvu nalaže briga i njega litterae;
- poticanje građevinarstva, i ovdje posižući za jezikom oblika rimske arhitekture.

Dvorska kapela Karla Velikog u Aachenu je samostalni projekt nastao pod svjesnim utjecajem San Vitale u Ravenni (iza 526. – 547.) koju se u to vrijeme smatralo crkvom kralja Teodorika Velikog i crkve Sergeja i Baka u Konstantinopolisu (dovršena 536.). Ogromni značaj koji se u to vrijeme ponovo počeo davati graditeljstvu ogleda se u reprezentativnim građevinama vladara kao i u ideji o stvaranju idealne samostanske arhitekture u 9. stoljeću. 
Sveukupno, značenje karolinške renesanse za povijest zapadne Europe se jednostavno ne može dovoljno visoko vrednovati. Kako su 6. i 7. stoljeće doista bili "mračna" stoljeća, poticaj Karla Velikog i energija Alkuina odigrali su nemjerljivu ulogu u sakupljanju razasutog naslijeđa antike. Sve što je od antičke literature izgubljeno, izgubilo se prije 9. stoljeća. 
No obrazovna reforma koja je bila postavljena čvrsto na temeljima kršćanskog nauka nije pobudila zanimanje za svjetovnu umjetnost antike. Trebalo je proći još 600 godina, do prave renesanse, da se ponovo "otkriju" antičke skulpture. 

## Poveznice
- Predromanika
- Srednji vijek
- Otonska renesansa

## Vanjske poveznice
- "Karolinška umjetnost" na Encyclopædia Britannica Online.
- "Karolinška umjetnost" na Hrvatskoj enciklopediji